# Spirit Lake, Iowa
Spirit Lake är administrativ huvudort i Dickinson County i Iowa. Vid 2010 års folkräkning hade Spirit Lake 4 840 invånare.